# Хенипавируси
Хенипавирусите (Henipavirus) са род вируси, които съдържат два вида - Hendravirus и Nipavirus. Принадлежат към семейството на Парамиксовирусите. Вирусите се разпространяват обикновено посредством плодоядните прилепи. Възприемчиви са много видове животни и човека. Болестите (Хендра и Нипа), причинявани от Хенипавирусите влизат в групата на зоонозите.
Името Хенипавирус е портманто (сливане на две думи в една) от думите Хендравирус и Нипавирус, двата вида вируси, които принадлежат към този род.

## Вирусна структура
Хенипавирусите са плеоморфни (могат да заемат различни форми) и са с диаметър 40 – 600 nm. Те имат липидна мембрана върху вирусен матричен протеин. В ядрото има само 1 спирална верига РНК, която съдържа голям количество нуклеокапсид (N), който се свързва с големия (L) и фосфо- (P) протеините във вируса и активират РНК полимеразата по време на репликацията.
Под липидната обвивка са разположени и два протеина – сливащият се (F) и свързващият се (G) протеин. G протеинът се свързва с ефрин В2 по повърхността на атакуващите вируса клетки. F протеинът разкъсва вирусната и клетъчната мембрана на гостоприемника и помага за вкарването на вирусната нуклеинова киселина в клетката.